# Louis Artan

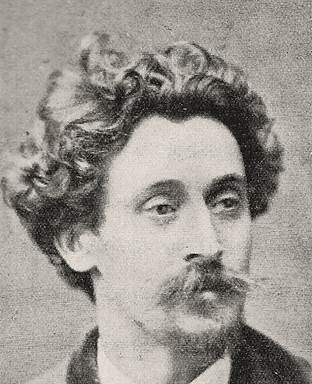
Louis Artan (in de jaren 1870)

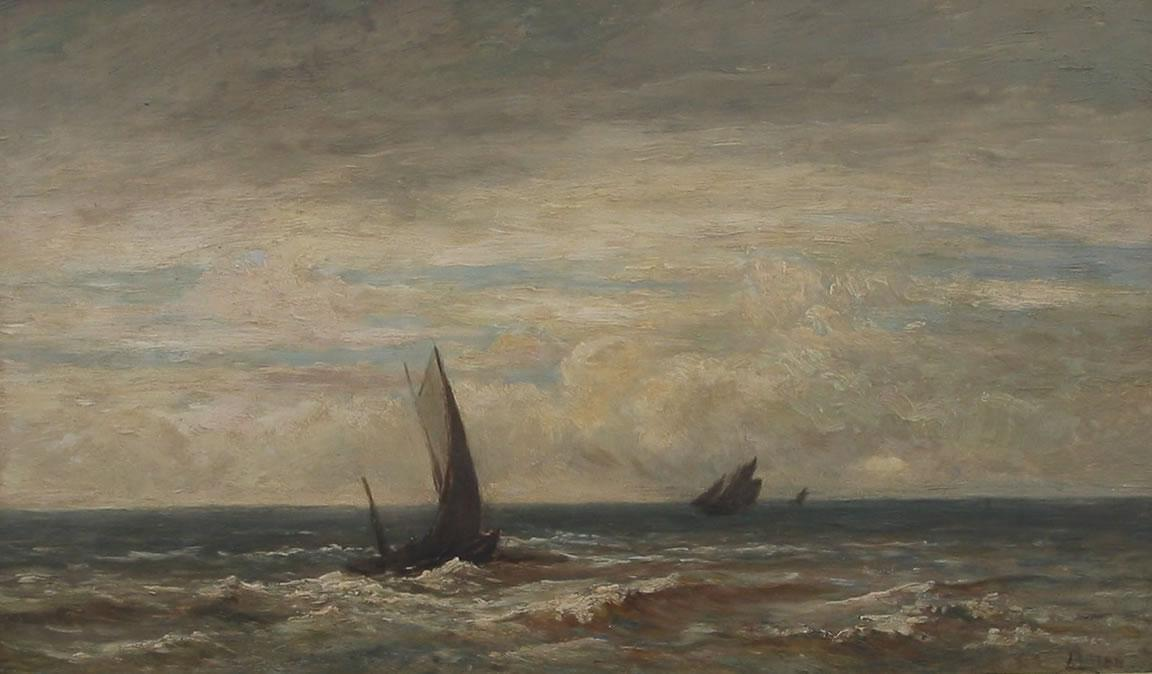
Schepen op zee (olieverf, paneel)

Louis Victor Antonio Artan de Saint-Martin (Den Haag, 20 april 1837 – Oostduinkerke, 23 mei 1890) was een Nederlands schilder en etser.
Artan stamde uit een adellijke familie, met artistieke talenten. Zijn vader was een hoge officier en vleugeladjudant van prins Frederik van Oranje-Nassau. De familie verhuisde naar Elsene (B) in 1842 en verkreeg de Belgische nationaliteit. Na de dood van zijn vader, in datzelfde jaar, verbleef Artan afwisselend in Brussel en in Spa.

## Leven en werk
Hij begon met een militaire opleiding maar verliet al vlug het leger toen hij twintig was. De volgende zes jaren trok hij door de Belgische Ardennen. Hij maakte talloze studies naar de natuur. In tegenstelling tot wat vele biografen vermelden is hij bij niemand in de leer geweest. Wel maakte hij er kennis met de landschapschilders Edouard Delvaux (1806-1862) en Henri-Joseph Marcette (1824-1890). Vanaf 1858 bracht hij de winters door in Parijs. Hij schilderde aan de oevers van de Seine, in de omgeving van Fontainebleau en in Barbizon, waar hij kennis maakte met de Franse avant-gardeschilders Gustave Courbet en Camille Corot, baanbrekers van het romantisch realisme en wegbereiders van het impressionisme. Hij onderging ook de invloed van de Franse marineschilder Eugène Boudin.
Hij keerde in 1860 terug naar Spa. In 1861 trouwde hij met Elisabeth Gavage en vestigde zich opnieuw in Elsene. Hier maakte hij in 1863 kennis met Louis Dubois, een fervent verdediger van het realisme. Via dit contact kwam hij in aanraking met de landschapsschilder Hippolyte Boulanger die hem meenam naar het Zoniënwoud in Tervuren. In die periode schilderde hij verschillende landschappen in de realistische stijl en met een subtiele aandacht voor de kleuren, o.a. ook in Genk.
In Nederland schilderde hij in Breskens, Vlissingen en Terneuzen. Door een financiële tegenslag verloor hij in 1864 zijn fortuin en maakte noodgedwongen van het schilderen zijn beroep. Hij won dat jaar samen met Henri Van der Hecht een wedstrijd ingericht door de Cercle Artistique et Littéraire.
Hij had een rusteloze geest en verkende Bretagne (1867-1868), de Belgische en de Franse Noordzeekust. In die Bretoense periode bleek duidelijk zijn voorkeur voor het uitbeelden van de zee in al haar aspecten. Hij deed dit op subtiele wijze en gaf de luminositeit van het geheel weer via allerhande kleurschakeringen van blauw en grijs, getemperd door het licht van de zon, verscholen achter wolken. Daarna verbleef hij een tijd in Blankenberge en zwierf van daaruit langs de kusten van de Noordzee, Het Kanaal of langs de oevers van de Schelde.
In 1868 werd hij medeoprichter van de Société Libre des Beaux-Arts. De vereniging verdedigde het realisme en bevocht de almacht van de Academie en de Salons. Hun spreekbuis was het in 1871 opgerichte tijdschrift L'Art libre (1871-1872). Stichtende leden waren, met Artan, Théodore Baron, Charles de Groux, Louis Dubois, Constantin Meunier, E. Smits, C. Van Camp, Alfred Verwee, Jean-Baptiste Robie. Courbet was erelid.

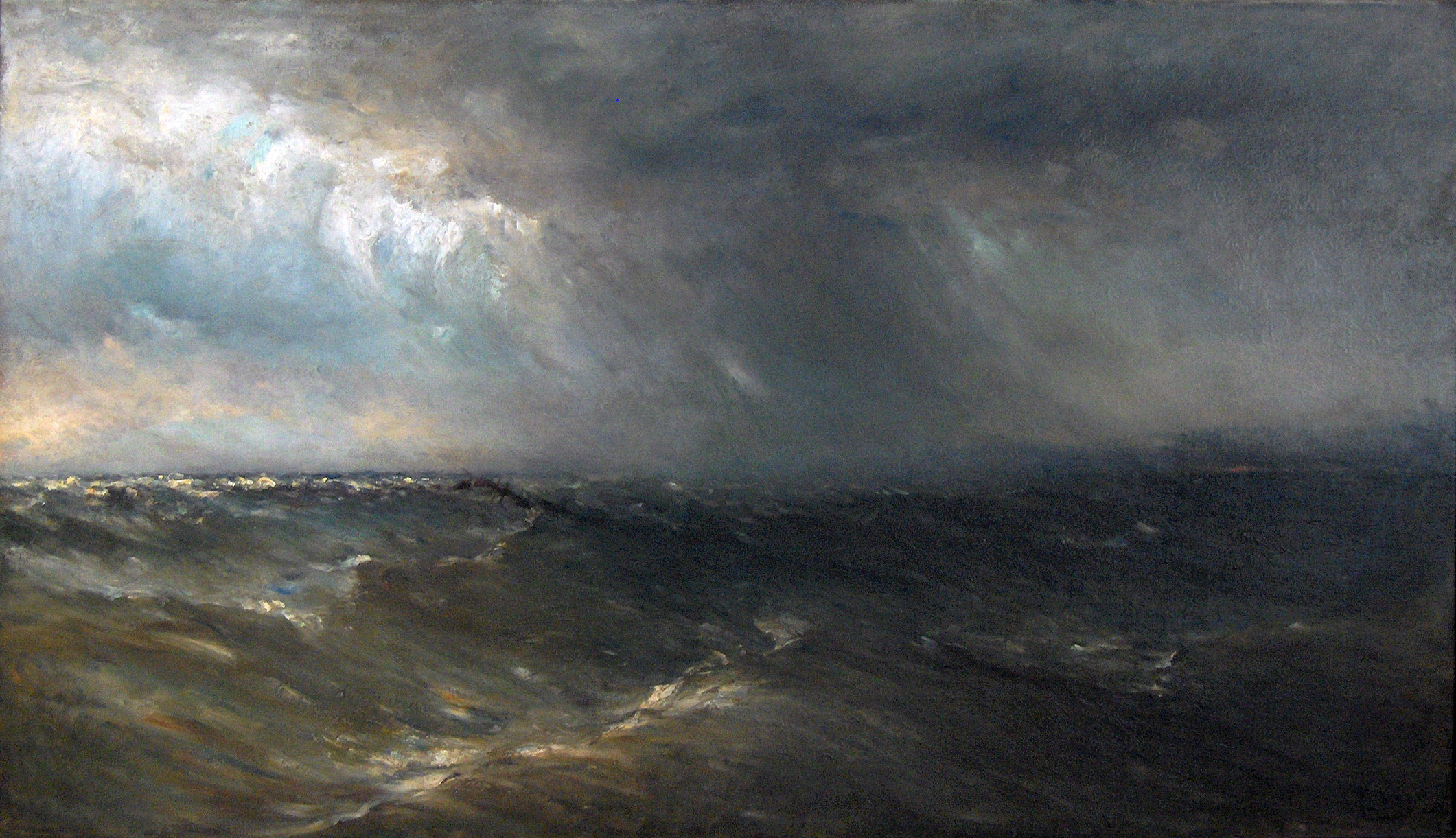
Het wrak, 1871,
K.M.S.K. Brussel

In 1869 werd hij medeoprichter van de Société Internationale des Aquafortistes, een initiatief van Félicien Rops.
In de periode 1869-1872 kwam hij regelmatig in Heist en nog vaker in Blankenberge.
Gedurende de jaren 1873-1874 verbleef hij voor de eerste maal in Antwerpen. Hij verkeerde er in de kringen van Isidore Meyers, Jan-Baptist Stobbaerts, Henri De Braekeleer, Adrien-Joseph Heymans en Florent Crabeels, vooruitstrevende schilders die in conflict waren met de academisch gerichte schilders zoals Nicaise De Keyser, directeur van de Antwerpse kunstacademie. Hij brak met de traditie van de conventioneel geschilderde marines en verkoos de nieuwe realistische trend.
Men kan hem, samen met Théodore Baron, beschouwen als een schakel tussen de realistische landschapsschilders van de School van Tervuren, de Kalmthoutse School, de Genkse School en de Dendermondse School.
Met Félicien Rops deelde hij in 1875 een atelier in Parijs. Hij vestigde zich tijdelijk in Berck-sur-Mer in Noord-Frankrijk. Daar maakte hij enkele van zijn beste doeken.
Vanaf 1880 schakelde hij over naar een impressionistische stijl met vervagende, donkertonige omtreklijnen. Hij was gefascineerd door de vluchtige aspecten van zijn omgeving en werd een schilder van licht en schaduw.
In 1881 werd hij samen met Théodore Baron, Bouvier, Alphonse Asselberghs en Adrien-Joseph Heymans geridderd in de Leopoldsorde .
Hij won een gouden medaille op de Internationale Tentoonstelling in Amsterdam in 1883.
De laatste jaren van zijn leven bracht hij door in De Panne. Hij richtte er een oude douaneloods in als atelier en legde dit vast in Mon atelier à La Panne, dat als een van zijn meesterwerken beschouwd wordt (vroeger in het M.S.K. Gent, maar nu vernield).
Louis Artan stierf aan influenza op 53-jarige leeftijd te Nieuwpoort-bad (toen nog deel van Oostduinkerke). Hij werd begraven in Oostduinkerke onder een zerk ontworpen door Victor Horta. De zerk werd pas in 1895 ingehuldigd. Hiervoor werd een inzameling gedaan door onder meer Charles Van der Stappen en Alfred Verwee. Deze bracht, omgerekend, ongeveer 33 euro op terwijl het monument ongeveer 55 euro kostte. Bij zijn dood bevonden zich ongeveer 70 doeken, schetsen, studies en tekeningen in zijn atelier.
Door het lezen van egodocumenten weten we dat hij twee leerlingen heeft gehad: Alexandre Marcette en André Joseph Toussaint.
Hij werd door zijn tijdgenoten beschouwd als een van de beste Belgische marineschilders. Hij is een baken in de realistische stroming van de tweede helft van de negentiende eeuw en wegbereider voor het Vlaams Impressionisme en vernieuwend met een uniek kleurgebruik en sfeerweergave. Hij wordt samen met Hippolyte Boulanger en Guillaume Vogels gerekend tot de top van de Belgische realistische landschapsschilders in de tweede helft van de 19de eeuw.
Er bevinden zich werken in de musea van Antwerpen, Brussel, Elsene, Gent, Luik, Kortrijk, Oostende. Tevens bevinden zich nog talrijke werken in privéverzamelingen.
- Biografisch Portaal: 15036178
- Digitale Bibliotheek voor de Nederlandse Letteren: arta001
- Gemeinsame Normdatei: 132364891
- International Standard Name Identifier: 0000 0000 6686 4566
- KulturNav: 4071f640-65fb-4d40-b0e1-2dd477cfaba0
- Library of Congress Control Number: nr92022657
- Nederlandse Thesaurus van Auteursnamen: 157398501
- RKD-Nederlands Instituut voor Kunstgeschiedenis: 2615
- Union List of Artist Names: 500031001
- Virtual International Authority File: 25761629
- WorldCat: E39PBJjCXfBCfD6t9CYJqpWFKd